# Clase Bayern
Los acorazados de la clase Bayern fueron los últimos, más pesados y mejores acorazados de la Kaiserliche Marine (Marina Imperial Alemana) en la Primera Guerra Mundial.

## Diseño

Esquema del blindaje de los clase Bayern

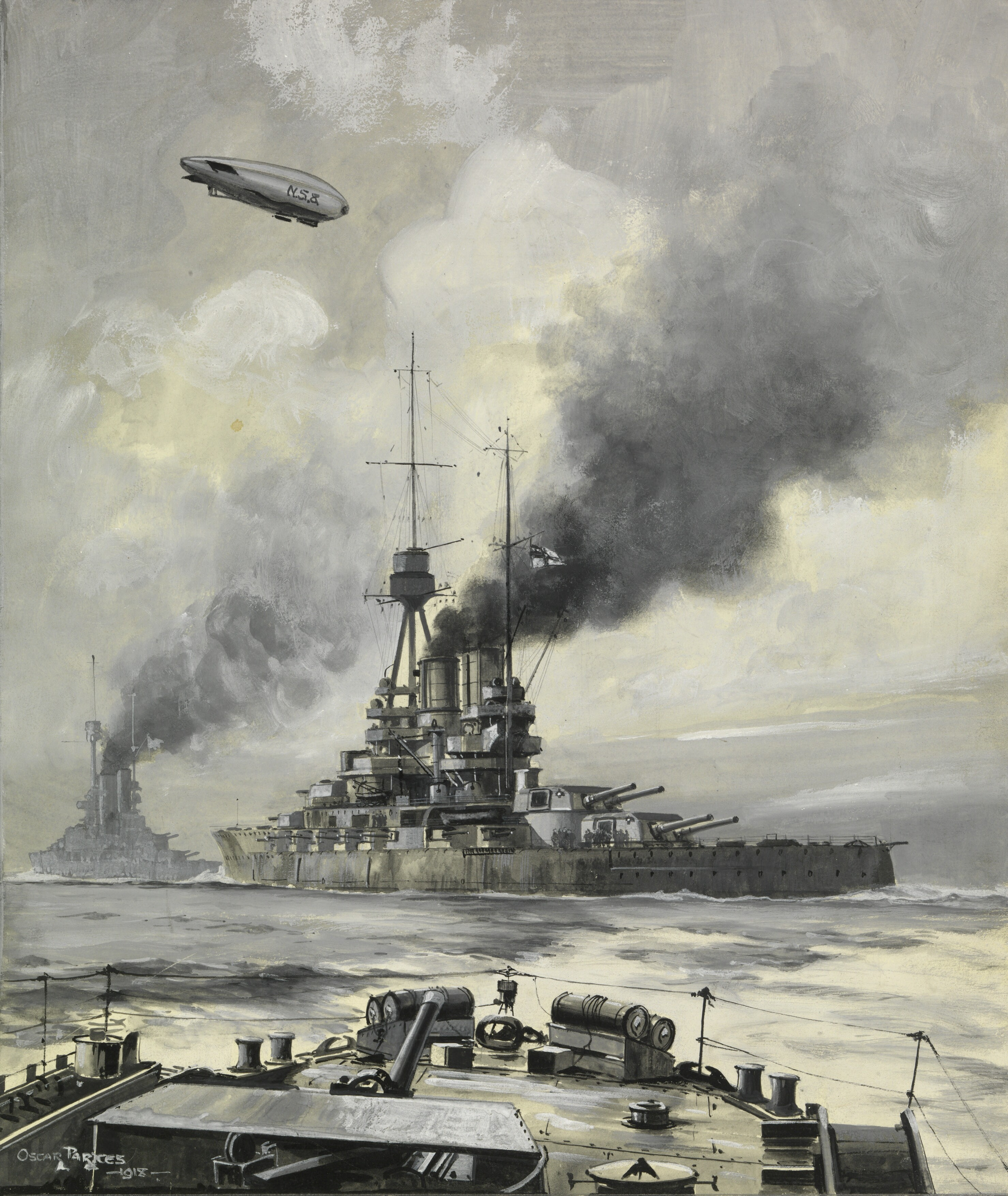
SMS Bayern

Los buques tenían un desplazamiento de 32 000 toneladas y montaban ocho cañones de 380 mm en cuatro torres dobles. Las piezas secundarias fueron colocadas en casamatas apenas debajo de la línea de cubierta. Eran comparables a los acorazados británicos desarrollados al mismo tiempo, también usando cañones del mismo calibre. Sin embargo, los cañones de los Clase Bayern utilizaron una munición más ligera que dio una velocidad más alta pero una exactitud más pobre en tiro a larga distancia. También eran más lentos porque Alemania no tenía ninguna fuente segura de petróleo en tiempo de guerra y por tanto continuaba usando carbón.

## Naves de esta Clase
- SMS Baden - Construido por Schichau, Danzig, botado el 30 de octubre de 1915, completado febrero de 1917. Echado a pique en Scapa Flow el 21 de junio de 1919.
- SMS Bayern- Construido por Howaldtswerke, Kiel, botado 18 de febrero de 1915, completado 30 de junio de 1916. Echado a pique en Scapa Flow el 21 de junio de 1919.
- SMS Sachsen - Construido por AG Vulcan, Hamburgo, botado el 20 de junio de 1917, no completado. Desguazado en su amarre en 1922.
- SMS Württemberg- Construido por AG Vulcan, Hamburgo, botado el 21 de septiembre de 1917, no completado y finalmente fue desguazado en 1921.